# غرين فون (موبايل)
غرين فون (بالإنجليزية: Greenphone)‏ هو هاتف ذكي، تم طرحه في الأسواق في سبتمبر 2006.

## الخصائص
- المعالج: 312 ميجا هرتز
- الذاكرة: 64 ميجابايت